# Jerzy Badura
Jerzy Badura (ur. 4 kwietnia 1845 w Drogomyślu, zm. 2 września 1911 w Międzyborzu) – działacz narodowy na Śląsku, pisarz, duchowny ewangelicki.

## Życiorys
Uczył się w gimnazjum ewangelickim w Cieszynie, gdzie w 1863 r. założył i był pierwszym prezesem polskiego związku „Wzajemność”, zajmującego się uczeniem dziejów i literatury polskiej. Następnie studiował teologię ewangelicką w Wiedniu (założył tam stowarzyszenie akademików polskich „Ognisko”) i w Lipsku. Władze, uważające go za narodowca, uniemożliwiły mu objęcie posady w Księstwie Górnego i Dolnego Śląska. Był wikariuszem w Tressdorf (1868–1870) w Karyntii, później pastorem i nauczycielem w Krakowie (1870–1872). Po odejściu z Cieszyna ks. Leopolda Otto – jednego z przywódców polskiego ruchu narodowego na Śląsku Cieszyńskim, starał się o opuszczone stanowisko I proboszcza, jednak przegrał wybory. 
Odtąd pracował w prowincji śląskiej Prus. W latach 1872–1876 był administratorem parafii w Mysłowicach, w latach 1876–1878 diakonem w Sycowie, 1879–1883 pastorem w Laskach pod Kępnem. W 1883 r. został wybrany pastorem polskiej parafii w Międzyborzu, gdzie przebywał już do śmierci. Tam stał się jednym z najbardziej zasłużonych działaczy polskich na Śląsku. Miał ośmioro dzieci, z których troje zmarło młodo.
Wydawał podręczniki i książki o tematyce religijnej. W latach 1884–1886 przy pomocy prof. Alfonsa Parczewskiego wydawał we Wrocławiu „Nowiny Szląskie” — pismo, w którym krzewił polską kulturę i język wśród polskiej ludności ewangelickiej. Zrezygnował z działalności redaktorskiej na żądanie władz kościelnych. Był też stałym współpracownikiem innych pism, m.in. ewangelicko-mazurskich („Gazeta Ludowa”, „Mazur”). Pośmiertnie wydano „Liczby prorockie”, w których odnosił sytuację polityczną do treści biblijnych.